# Ga Trì Bình
Ga Trì Bình là một nhà ga xe lửa tại huyện Bình Sơn, tỉnh Quảng Ngãi. Nhà ga là một điểm của đường sắt Bắc Nam và nối với ga Núi Thành với ga Bình Sơn.

## Các tuyến
- Đường sắt Bắc Nam